# Hybridmast

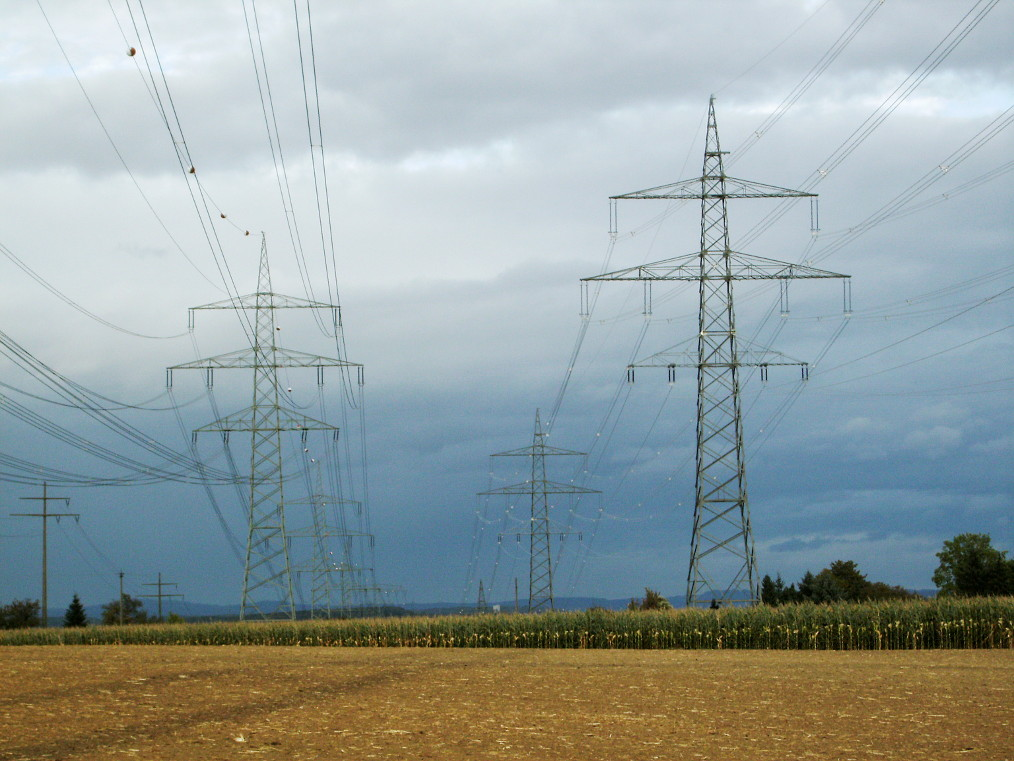
Hybridleitungen östlich von Kornwestheim.
Links: Leitung Kornwestheim-Neckarwestheim mit 220 kV-Drehstrom (beiden oberen Ebenen) und 110 kV-Bahnstrom (Viererbündel untere Ebene).
Rechts: Leitung nach Neckarrems mit 380 kV-Drehstrom (beiden oberen Ebenen) und 110 kV-Bahnstrom (untere Ebene).

Ein Hybridmast ist ein Freileitungsmast, der Stromkreise für verschiedene Stromarten trägt. Hierbei ist prinzipiell die Parallelführung von zwei der drei folgenden Leitungsarten möglich:
- eine Drehstromleitung
- eine Bahnstromleitung
- eine Hochspannungs-Gleichstrom-Übertragung-Leitung (HGÜ-Leitung).

Allerdings ist nur die Parallelführung von Drehstrom- und Bahnstrom-Leitungen praktisch interessant, da bis 2011 keine Parallelführungen von Bahnstrom- und HGÜ-Leitungen realisiert wurden und es nur zwei sehr kurze Parallelführungen von Drehstrom- und Gleichstromleitungen gibt:
- von der HGÜ Wolgograd-Donbass im Bereich des Terminals auf dem Wasserkraftwerk Wolgograd und
- der HGÜ Konti-Skan kurz vor der Stromrichterstation Stenkullen. (Koordinaten)[2]

Im Regelfall trägt ein Hybridmast zwei Stromkreise für Bahnstrom (auf der untersten Traverse in einer Ebene) und zwei für Drehstrom (auf den oberen Traversen). Die Anordnung der Drehstromkreise kann auch in Ein- oder Dreiebenenanordnung (Tannenbaummast, Tonnenmast) erfolgen. Um die Masthöhe und -breite nicht übermäßig zu vergrößern, erfolgt meist die Anordnung der Drehstromkreise wie bei einem Donaumast.
In der Schweiz gibt es auch Hybridmaste mit drei Traversen, bei denen auf einer Masthälfte ein Drehstromsystem und auf der anderen zwei Stromkreise für Bahnstrom untergebracht sind.
Wird die Bahnstromleitung auf den gleichen Masten parallel zu einer Drehstromleitung mit einer Betriebsspannung von über 220 kV geführt (d. h. mit 380 kV), so ist im Regelfall die Isolation der Bahnstromleitung für 220 kV zu bemessen, weil im Schadensfall der 380-kV-Leitung entlang der Bahnstromleitung Überspannungen auftreten können, welche die 110-kV-Isolatoren üblicher Bahnstromleitungen überfordern.
In Deutschland tragen Hybridmaste meist 2 Bezeichnungen: eine Nummer des Energieversorgungsunternehmens, dem die Drehstromkreise gehören, und eine Nummer der Deutschen Bahn.